# Disconeura
Disconeura is een geslacht van vlinders van de familie spinneruilen (Erebidae), uit de onderfamilie Arctiinae.

## Soorten
- D. dissimilis Druce, 1910
- D. drucei Rothschild, 1922
- D. inexpectata Rothschild, 1910
- D. linaza Dognin, 1898
- D. lutosa Hübner, 1831
- D. soror Rothschild, 1917
- D. tristriata Bryk, 1953